# Jano (Fußballspieler, 1986)
Alejandro Velasco Fariñas, genannt Jano, (* 23. Dezember 1986 in Madrid) ist ein spanischer Fußballspieler.

## Karriere
Jano begann seine Karriere bei Rayo Majadahonda. 2008 wechselte er zum CD Leganés. 2009 ging er zu Rayo Vallecano B. 2011 wechselte er zum CD Puerta Bonita. Im Januar 2012 ging er nach Österreich zum SKN St. Pölten. Sein Debüt gab er am 22. Spieltag 2011/12 gegen den FC Lustenau 07. 2014 wechselte er zur SV Mattersburg. Nach dem Aufstieg in die Bundesliga 2015 gab er sein Bundesligadebüt  am 1. Spieltag 2015/16 gegen den FC Red Bull Salzburg. Der Verein stellte nach der Saison 2019/20 den Spielbetrieb ein.
Daraufhin kehrte er im Oktober 2020 nach Spanien zurück und wechselte zum Zweitligisten CF Fuenlabrada.